# Nova Hampshire
Nova Hampshire (em inglês:  New Hampshire, ou raramente Novo Hamsphire) é um dos 50 estados dos Estados Unidos, localizado na região da Nova Inglaterra. Faz divisa com Massachusetts ao sul, Vermont a oeste, Maine e o Oceano Atlântico a leste, e a província canadense de Quebec ao norte. Dos 50 estados dos EUA, Nova Hampshire é o quinto menor em área e o décimo menos populoso, com pouco mais de 1,3 milhões de habitantes. Concord é a capital do estado, enquanto Manchester é a maior cidade. O lema de New Hampshire, "Live Free or Die", reflete seu papel na Guerra de Independência dos Estados Unidos; seu apelido, "O Estado do Granito", refere-se às suas extensas pedreiras e formações graníticas. É mais conhecido em todo o país por realizar as primeiras primárias no ciclo das eleições presidenciais dos Estados Unidos, dando origem à frase: "Assim como vai New Hampshire, vai toda a nação".
Nova Hampshire foi habitado por milhares de anos por povos de língua Algonquiana, como os Abenaki. Os europeus chegaram no início do século XVII, com os ingleses estabelecendo alguns dos primeiros assentamentos não indígenas. A província de New Hampshire foi estabelecida em 1629, em homenagem ao condado inglês de Hampshire. Após o aumento das tensões entre as colônias britânicas e a coroa durante a década de 1760, Nova Hampshire viu um dos primeiros atos de rebelião aberta, com a tomada de Fort William e Mary dos britânicos em 1774. Em janeiro de 1776, tornou-se a primeira das colônias britânicas da América do Norte a estabelecer um governo independente e sua própria constituição estadual; seis meses depois, ele assinou a Declaração de Independência dos Estados Unidos e contribuiu com tropas, navios e suprimentos na guerra contra a Grã-Bretanha. Em junho de 1788, foi o nono estado a ratificar a Constituição dos Estados Unidos, dando início a esse documento.
Em meados do século XIX, Nova Hampshire foi um centro ativo do abolicionismo e recrutou cerca de 32 000 homens para a União durante a Guerra de Secessão dos Estados Unidos. Após a guerra, o estado passou por uma rápida industrialização e crescimento populacional, tornando-se um centro de manufatura têxtil, fabricação de calçados e fabricação de papel; a Amoskeag Manufacturing Company em Manchester já foi a maior fábrica de têxteis de algodão do mundo. Os rios Merrimack e Connecticut eram ladeados por fábricas industriais, a maioria das quais empregava trabalhadores do Canadá e da Europa; os franco-canadianos formaram o afluxo mais significativo de imigrantes, e hoje cerca de um quarto de todos os residentes de Nova Hampshire afirma ter ascendência franco-americana, perdendo apenas para o Maine.
Refletindo uma tendência nacional, o setor industrial de Nova Hampshire declinou após a Segunda Guerra Mundial; desde 1950, a sua economia se diversificou fortemente para incluir serviços financeiros e profissionais, imóveis, educação e transporte, com a manufatura ainda acima da média nacional. A partir da década de 1980, sua população aumentou à medida que as principais estradas o conectavam à Grande Boston e levavam a mais comunidades-dormitório. No século XXI, Nova Hampshire está entre os estados mais ricos dos Estados Unidos, com a sétima maior renda familiar média e algumas das mais baixas taxas de pobreza, desemprego e crime. É um dos nove estados sem imposto de renda e não tem impostos sobre vendas, ganhos de capital ou herança; consequentemente, a sua carga tributária geral é a mais baixa dos Estados Unidos depois da Flórida. Nova Hampshire está entre os dez principais estados em métricas como governança, saúde, oportunidade socioeconômica e estabilidade fiscal.
Com seu terreno montanhoso e densamente florestado, Nova Hampshire tem um setor de turismo em crescimento centrado na recreação ao ar livre. Possui algumas das montanhas de esqui mais altas da Costa Leste e é um importante destino para desportos de inverno; O Monte Monadnock está entre as montanhas mais escaladas nos EUA. Outras atividades incluem observar a folhagem de outono, chalés de verão ao longo de muitos lagos e da costa, esportes motorizados no New Hampshire Motor Speedway e Motorcycle Week, um popular rali de motociclismo realizado em Weirs Beach em Laconia. A Floresta Nacional de White Mountain liga as porções de Vermont e Maine da Trilha dos Apalaches e tem a Mount Washington Auto Road, onde os visitantes podem dirigir até o topo de 1,917 m (6,288 ft) Monte Washington.

## Geografia
Nova Hampshire limita-se ao norte com a província canadense de Quebec, a leste com o Maine e o oceano Atlântico, ao sul com Massachusetts, e a oeste com Vermont. Com um pouco mais de 24 mil quilômetros quadrados, é o quinto menor estado americano em área do país.

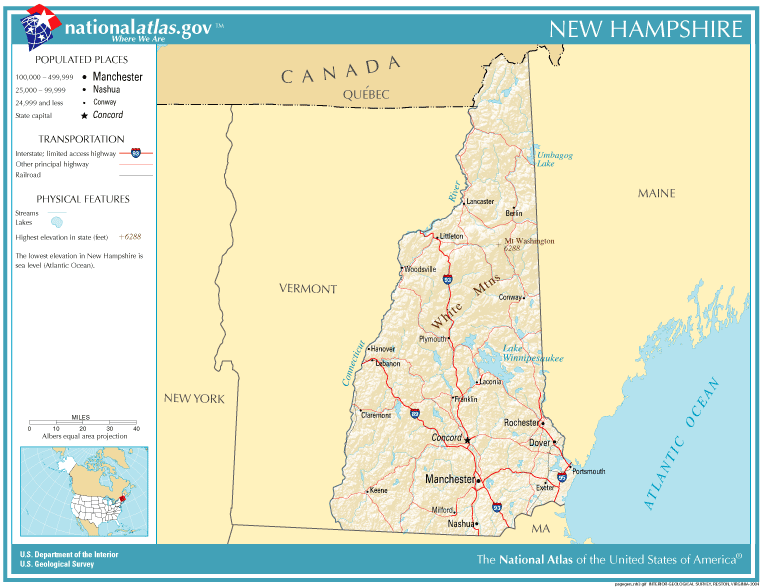
Mapa de Nova Hampshire, com estradas, rios e grandes cidades

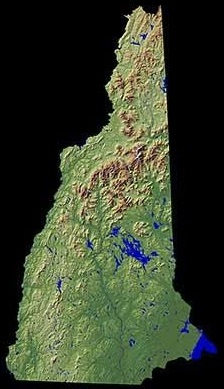
Mapa de relevo sombreado de New Hampshire

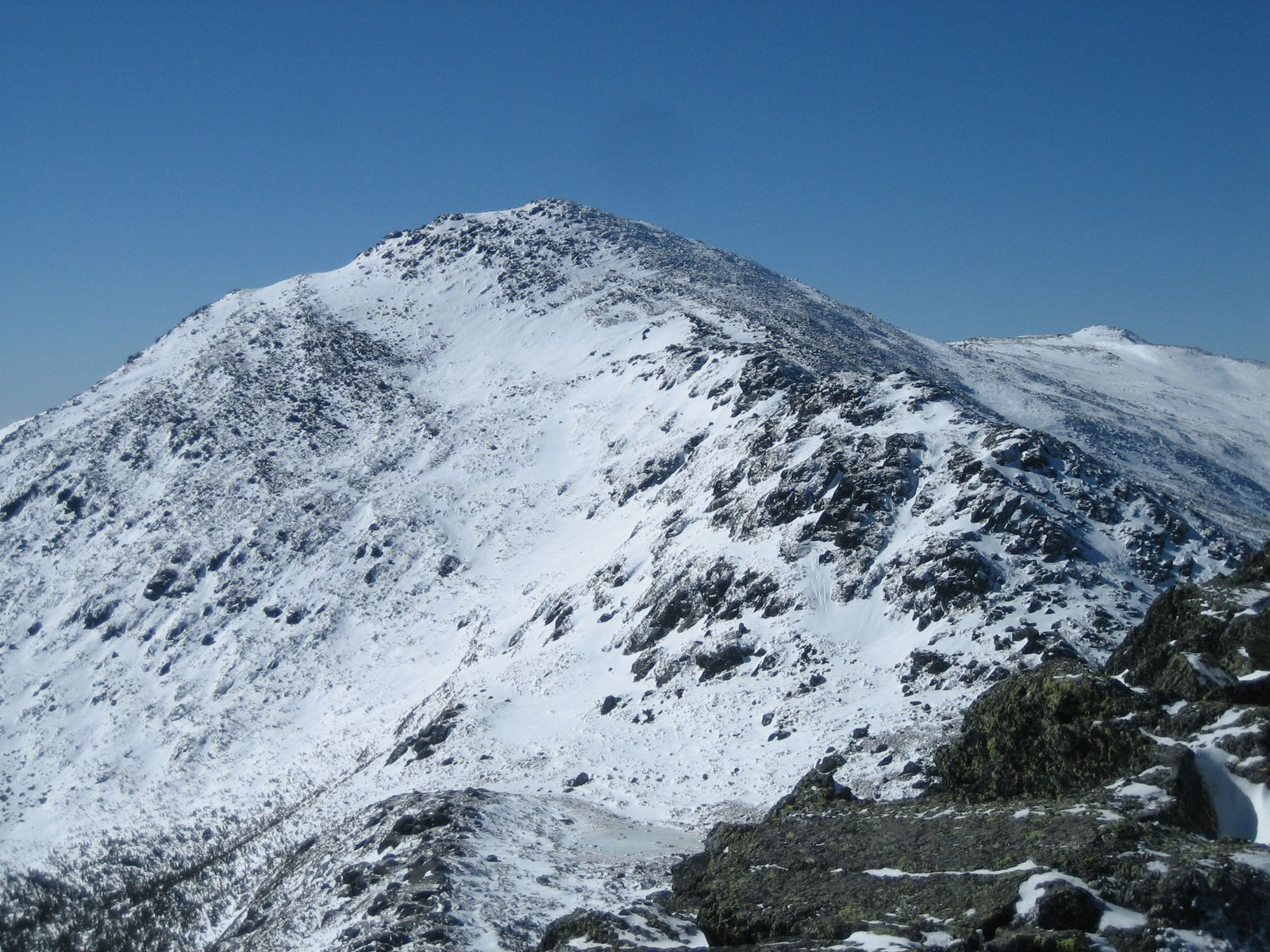
Monte Adams (5774 ft) faz parte da Faixa Presidencial de Nova Hampshire.

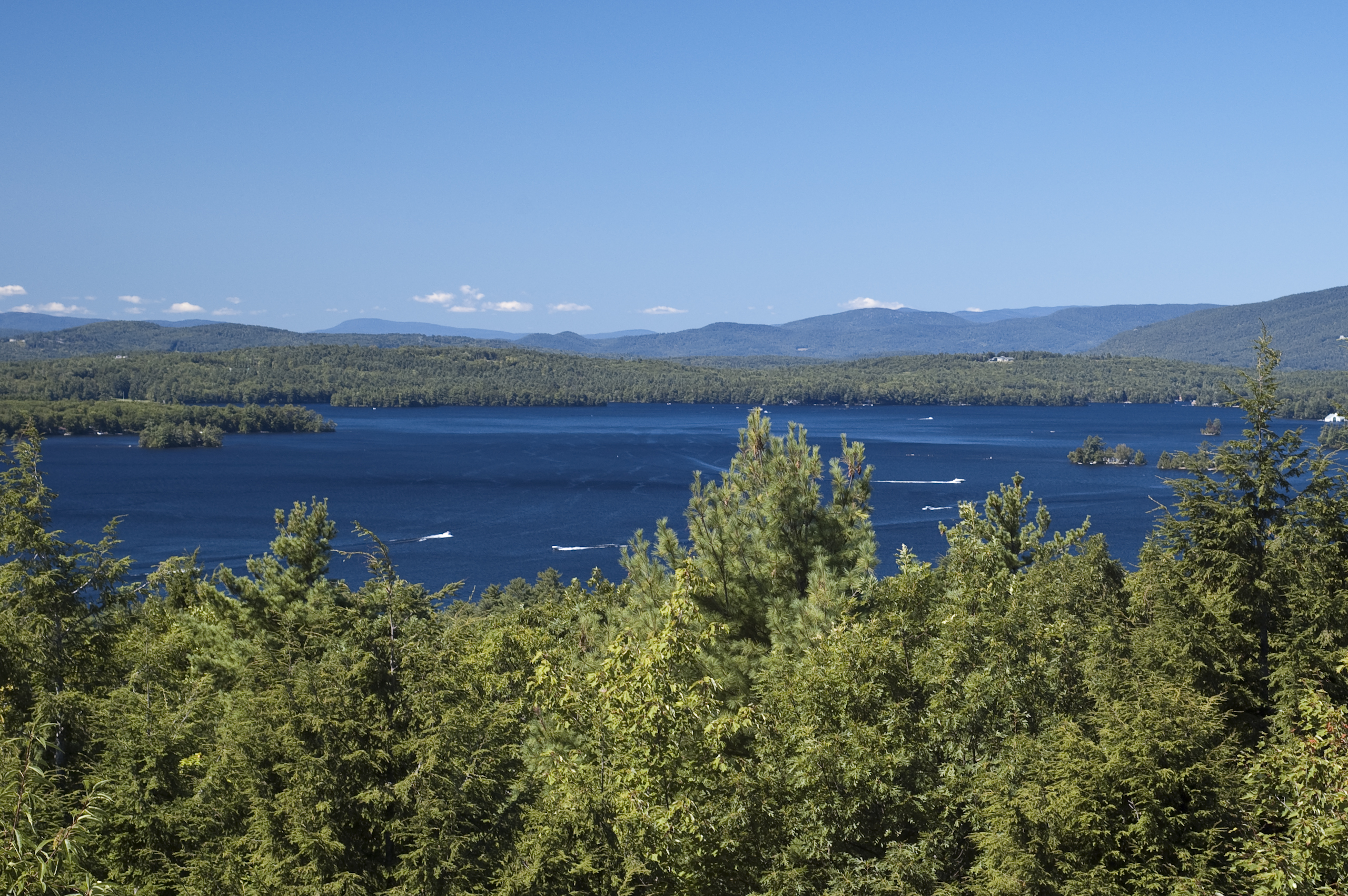
Lago Winnipesaukee e as montanhas Ossipee

Novo Hampshire faz parte da região de seis estados da Nova Inglaterra do Nordeste dos Estados Unidos. É limitado por Quebec, Canadá, ao norte e noroeste; Maine e o Oceano Atlântico a leste; Massachusetts ao sul; e Vermont a oeste. As principais regiões de Nova Hampshire são Great North Woods, White Mountains, Lakes Region, Seacoast, Merrimack Valley, Monadnock Region e a área Dartmouth-Lake Sunapee. Nova Hampshire tem a costa oceânica mais curta de qualquer estado costeiro dos EUA, com um comprimento de 29 km (18 mi), às vezes medido como apenas 13 mi (21 km).
A cordilheira das White Mountains em Nova Hampshire abrange a parte centro-norte do estado. A extensão inclui o Monte Washington, o mais alto do nordeste dos Estados Unidos - local da segunda maior velocidade do vento já registrada, bem como o Monte Adams e o Monte Jefferson. Com ventos com força de furacão a cada três dias em média, mais de cem mortes registradas entre visitantes e krumholtz conspícuos (anãs, árvores emaranhadas como um tapete de árvores bonsai ), o clima na parte superior do Monte Washington inspirou o observatório meteorológico no pico para afirmar que a área tem "o pior clima do mundo". As Montanhas Brancas abrigavam a formação rochosa chamada de Velho da Montanha, um perfil semelhante a um rosto em Franconia Notch, até que a formação se desintegrou em maio de 2003. Mesmo depois de sua perda, o Velho continua sendo um símbolo duradouro para o estado, visto em placas de rodovias estaduais, placas de automóveis e muitas entidades governamentais e privadas ao redor de Nova Hampshire.
No canto sudoeste mais plano de Nova Hampshire, o ponto turístico Monte Monadnock deu seu nome a uma classe de formas terrestres - um monadnock - que significa, em geomorfologia, qualquer pico resistente isolado surgindo de uma planície erodida menos resistente.
Os principais rios incluem Merrimack River com 180 km (110 mi) , que corta a metade inferior do estado de norte a sul antes de passar por Massachusetts e alcançar o mar em Newburyport. Seus afluentes incluem o rio Contoocook, o rio Pemigewasset e o rio Winnipesaukee. Os 660 km (410 mi) do rio Connecticut, que começa nos lagos Connecticut de Nova Hampshire e flui para o sul até Connecticut, define a fronteira oeste com Vermont. A fronteira do estado não fica no centro desse rio, como costuma ser o caso, mas na marca da maré baixa no lado de Vermont; o que significa que todo o rio ao longo da fronteira com Vermont (exceto nas áreas onde o nível da água foi elevado por uma barragem) fica dentro de Nova Hampshire. Apenas uma cidade - Pittsburg - compartilha uma fronteira terrestre com o estado de Vermont. As "cabeceiras mais a noroeste" de Connecticut também definem a parte da fronteira Canadá-Estados Unidos.
O rio Piscataqua e seus vários afluentes formam o único porto oceânico significativo do estado, onde deságuam no Atlântico em Portsmouth. O Salmon Falls River e o Piscataqua definem a porção sul da fronteira com o Maine. A fronteira do rio Piscataqua foi o assunto de uma disputa de fronteira entre Nova Hampshire e Maine em 2001, com Nova Hampshire reivindicando domínio sobre várias ilhas (principalmente a Ilha de Seavey ) que incluem o Estaleiro Naval de Portsmouth. A Suprema Corte dos EUA rejeitou o caso em 2002, deixando a propriedade da ilha para o Maine. Nova Hampshire ainda reivindica a soberania da base, no entanto.
O maior dos lagos de Nova Hampshire é o Lago Winnipesaukee, que cobre 71 sq mi (180 km2) na parte centro-leste de Nova Hampshire. Lago Umbagog ao longo da fronteira do Maine, aproximadamente 12,3 sq mi (32 km2) , é um distante segundo lugar. Squam Lake é o segundo maior lago inteiramente em Nova Hampshire.
Nova Hampshire tem a costa oceânica mais curta de qualquer estado dos Estados Unidos, aproximadamente 29 km (18 mi) comprimento. Hampton Beach é um destino popular de verão. Cerca de 11 km (7 mi) de mar estão as Ilhas de Shoals, nove pequenas ilhas (quatro das quais estão em Nova Hampshire) conhecidas como o local de uma colônia de arte do século XIX fundada pela poetisa Celia Thaxter, e a alegada localização de um dos tesouros enterrados do pirata Barba Negra.
É o estado com a maior porcentagem de área florestal do país. Nova Hampshire fica no bioma temperado de folha larga e florestas mistas. Grande parte do estado, em particular as Montanhas Brancas, é coberta por coníferas e madeiras nobres do norte das florestas da Nova Inglaterra-Acadian. O canto sudeste do estado e partes do rio Connecticut ao longo da fronteira com Vermont são cobertos pelos carvalhos mistos das florestas costeiras do Nordeste. As numerosas florestas do estado são populares entre os observadores de folhas outonais que procuram a folhagem brilhante das numerosas árvores decíduas.
O terço norte do estado é localmente conhecido como o "país do norte" ou "norte dos entalhes", em referência aos passes da Montanha Branca que canalizam o trânsito. Ele contém menos de 5% da população do estado, sofre de pobreza relativamente alta e constantemente continua a perder população à medida que as indústrias madeireira e de papel diminuem. No entanto, a indústria do turismo, em particular os visitantes que vão ao norte de Nova Hampshire para esquiar, praticar snowboard, caminhada e mountain bike, ajudou a compensar as perdas económicas com o fechamento de fábricas.
Na década de 1950, a preocupação com a proteção do meio ambiente tornou-se um fator, surgindo como um movimento politizado ativo na década de 1970. Os ativistas derrotaram a proposta de construir uma refinaria de petróleo ao longo da costa e outra de alargar uma autoestrada interestadual através de Franconia Notch.
Prevê-se que a duração da temporada de inverno diminua nas áreas de esqui em Nova Hampshire devido aos efeitos do aquecimento global, que provavelmente continuará a contração e consolidação históricas da indústria de esqui e ameaçará empresas de esqui individuais e comunidades que dependem do turismo de esqui.

### Clima

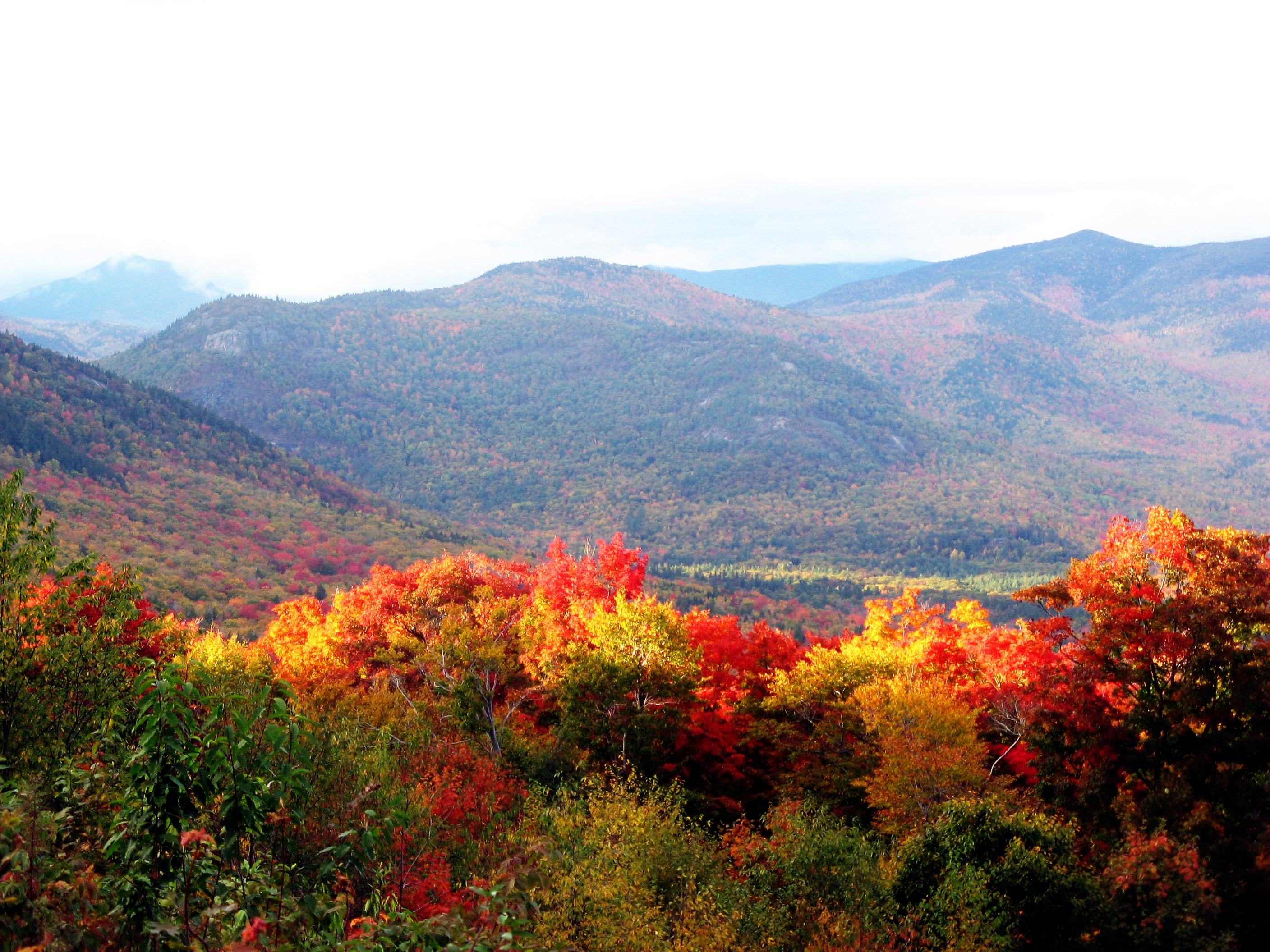
As folhas de outono em muitas árvores de madeira dura em Nova Hampshire ficam coloridas, atraindo muitos turistas

Nova Hampshire experimenta um clima continental húmido ( classificação climática de Köppen Dfa em algumas áreas do sul, Dfb na maior parte do estado e subártico Dfc em algumas áreas montanhosas do norte), com verões quentes e húmidos e invernos longos, frios e com neve. A precipitação é distribuída de maneira bastante uniforme durante todo o ano. O clima da porção sudeste é moderado pelo Oceano Atlântico e tem invernos relativamente mais amenos (para Nova Hampshire), enquanto as porções norte e interior experimentam temperaturas mais frias e menor humidade. Os invernos são frios e com neve em todo o estado, e especialmente severos nas áreas montanhosas e ao norte. A queda de neve média anual varia de 150 cm (60 in) a mais de 100 in (250 cm) todo o estado.
A média das máximas diurnas está em meados de 70s °F a baixas 80s °F (24-28 °C) em todo o estado em julho, com mínimas noturnas em meados de 50 °F a 60 °F (13-15 °C). As temperaturas de janeiro variam de uma alta média de 34 °F (1 °C) na costa até baixas noturnas abaixo de 0 °F (−18 °C) no extremo norte e em altitudes elevadas. A precipitação média anual em todo o estado é de aproximadamente 40 in (100 cm) com alguma variação ocorrendo nas Montanhas Brancas devido a diferenças na elevação e queda de neve anual. A temperatura mais alta registada em Nova Hampshire foi de 106 °F (41 °C) em Nashua em 4 de julho de 1911, enquanto a temperatura mais baixa registada foi de −47 °F (−44 °C) no topo do Monte Washington em 29 de janeiro de 1934. A Montanha Washington também viu uma leitura oficiosa de −50 °F (−46 °C) em 22 de janeiro de 1885, que, se oficializada, empataria o recorde de todos os tempos para a Nova Inglaterra (também −50 °F (−46 °C) em Big Black River, Maine, em 16 de janeiro de 2009, e Bloomfield, Vermont em 30 de dezembro de 1933).
A neve extrema costuma ser associada a um clima nórdico, como a Blizzard de 1978 e a Blizzard de 1993, quando vários metros se acumularam em partes do estado durante 24 a 48 horas. Quedas de neve mais leves, de vários centímetros, ocorrem com frequência durante o inverno, geralmente associadas a um Clipper de Alberta.
Nova Hampshire, ocasionalmente, é afetado por furacões e tempestades tropicais, embora quando chegam ao estado sejam frequentemente extratropicais, com a maioria das tempestades atingindo a costa sul da Nova Inglaterra e avançando para o interior ou passando pela costa no Golfo do Maine. A maior parte de Nova Hampshire tem em média menos de 20 dias de tempestades por ano e uma média de dois tornados ocorrem anualmente em todo o estado.
O mapa da zona de resistência de plantas da National Arbor Day Foundation descreve as zonas 3, 4, 5 e 6 ocorrendo em todo o estado e indica a transição de um clima relativamente mais frio para o mais quente conforme se viaja para o sul através de Nova Hampshire. As zonas de robustez de plantas do USDA em 1990 para Nova Hampshire variam da zona 3b no norte à zona 5b no sul.
| Localização | Julho (°F) | Julho (°C) | Janeiro (°F) | Janeiro (°C) |
| ----------- | ---------- | ---------- | ------------ | ------------ |
| Manchester  | 82/64      | 28/17      | 33/15        | 0 / −9       |
| Nashua      | 82/59      | 28/15      | 33/12        | 0 / −11      |
| Concórdia   | 82/57      | 28/14      | 30/10        | -1 / 12      |
| Portsmouth  | 79/61      | 26/16      | 32/16        | 0 / −9       |
| Keene       | 82/56      | 28/13      | 31/9         | -1 / 12      |
| Laconia     | 81/60      | 27/16      | 30/11        | -1 / 11      |
| Líbano      | 82/58      | 28/14      | 30/8         | -1 / 13      |
| Berlim      | 78/55      | 26/13      | 27/5         | -3 / -15     |

## História

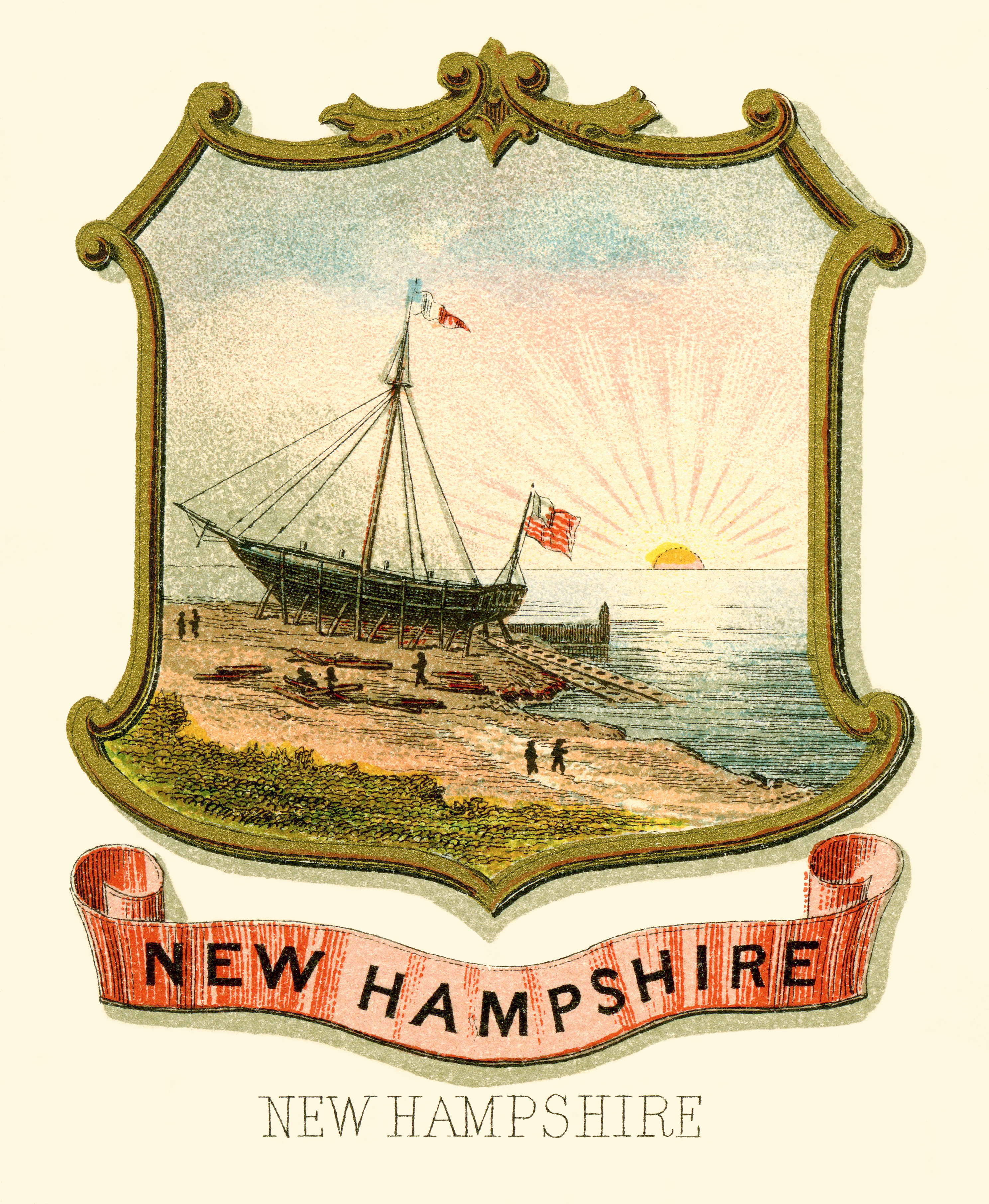
O histórico brasão de armas de New Hampshire, de 1876

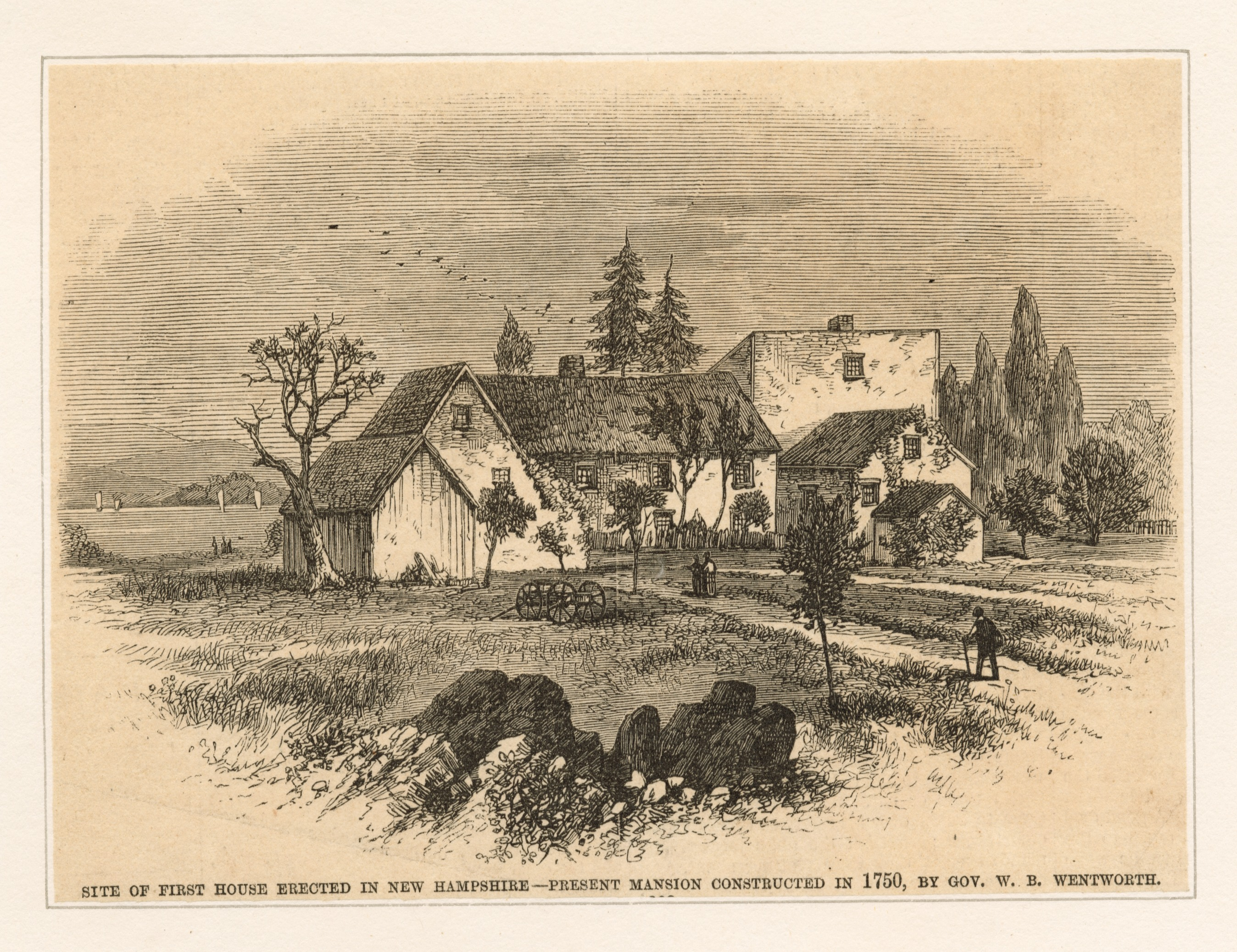
Sítio da primeira casa em Nova Hampshire, atual mansão construída em 1750, pelo Gov. WB Wentworth, Biblioteca Pública de Nova Iorque

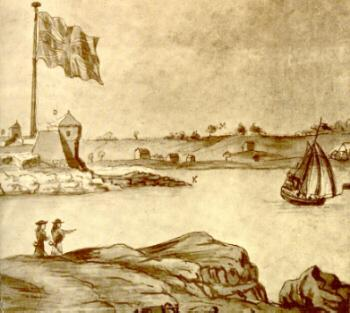
Fort William e Mary em 1705

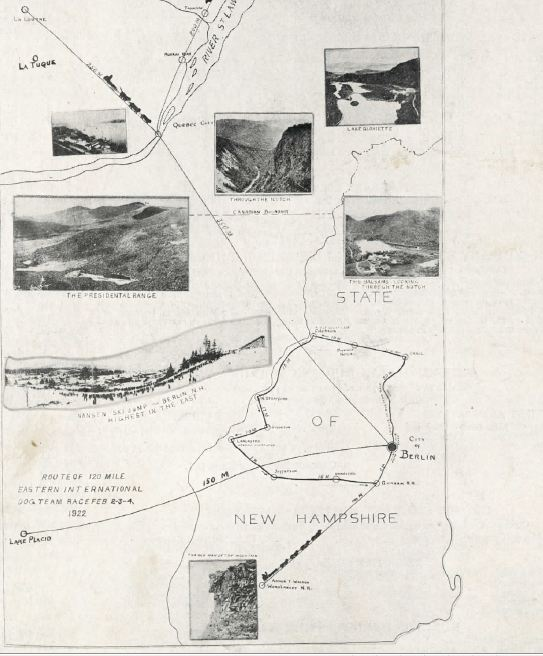
Mapa de 1922 de New Hampshire publicado no boletim da Brown Company em Berlim

Várias tribos Abenaki de língua Algonquiana, amplamente divididas entre as nações Androscoggin e Pennacook, habitavam a área antes da colonização europeia. Apesar da linguagem semelhante, eles tinham uma cultura e religião muito diferente de outros povos algonquinos. Exploradores ingleses e franceses visitaram Nova Hampshire em 1600–1605, e David Thompson estabeleceu-se em Odiorne's Point, na atual cidade de Rye, em 1623. O primeiro assentamento permanente foi em Hilton's Point (atual Dover ). Em 1631, o Upper Plantation compreendia os modernos Dover, Durham e Stratham ; em 1679, tornou-se a "Província Real". A Guerra do Padre Rale foi travada entre os colonos e a Confederação Wabanaki em todo Nova Hampshire.
Nova Hampshire foi uma das treze colônias que se rebelaram contra o domínio britânico durante a Revolução Americana. Na época da Revolução Americana, Nova Hampshire era uma província dividida. A vida econômica e social da região de Seacoast girava em torno de serrarias, estaleiros, armazéns de mercadores e aldeias e centros urbanos estabelecidos. Comerciantes ricos construíram casas substanciais, forneceram-lhes os melhores luxos e investiram seu capital no comércio e na especulação imobiliária. No outro extremo da escala social, desenvolveu-se uma classe permanente de diaristas, marinheiros, servos contratados e até escravos.
A única batalha travada em Nova Hampshire foi o ataque a Fort William e Mary, em 14 de dezembro de 1774, no porto de Portsmouth, que rendeu à rebelião grandes quantidades de pólvora, armas pequenas e canhões. (General Sullivan, líder do ataque, descreveu-o como, "resto da pólvora, as armas pequenas, baionetas e caixas de cartela, junto com os canhões e estoques de munições") ao longo de duas noites. Esse ataque foi precedido por um aviso aos patriotas locais no dia anterior, por Paul Revere em 13 de dezembro de 1774, de que o forte seria reforçado por tropas partindo de Boston. De acordo com relatos não verificados, a pólvora foi mais tarde usada na Batalha de Bunker Hill, transportada para lá pelo Major Demerit, que foi um dos vários patriotas de Nova Hampshire que armazenou a pólvora em suas casas até que fosse transportada para outro lugar para uso em atividades revolucionárias. Durante o ataque, os soldados britânicos atiraram nos rebeldes com canhões e mosquetes. Embora aparentemente não tenha havido vítimas, esses foram os primeiros tiros no período da Revolução Americana, ocorrendo aproximadamente cinco meses antes das Batalhas de Lexington e Concord.
A Constituição dos Estados Unidos foi ratificada por Nova Hampshire em 21 de junho de 1788, quando Nova Hampshire se tornou o nono estado a fazê-lo.
Nova Hampshire era uma fortaleza Jacksoniana; o estado enviou Franklin Pierce à Casa Branca na eleição de 1852. A industrialização assumiu a forma de numerosas fábricas têxteis, que por sua vez atraíram grandes fluxos de imigrantes de Quebec (os "canadenses franceses") e da Irlanda. As partes do norte do estado produziam madeira e as montanhas forneciam atrações turísticas. Depois de 1960, a indústria têxtil entrou em colapso, mas a economia se recuperou como um centro de alta tecnologia e como prestadora de serviços.
A partir de 1952, Nova Hampshire ganhou atenção nacional e internacional por suas primárias presidenciais realizadas no início de cada ano de eleição presidencial. Imediatamente, tornou-se o mais importante campo de testes para candidatos às indicações republicanas e democratas. Os órgãos de comunicação social deram a Nova Hampshire e Iowa cerca de metade de toda a atenção dada a todos os estados no processo primário, ampliando os poderes de decisão do estado e estimulando repetidos esforços de políticos de fora do estado para mudar as regras.

## Demografia

### População

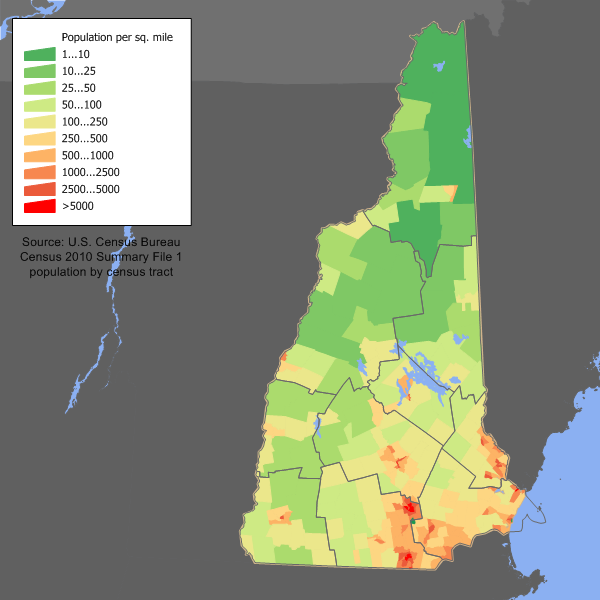

A partir do censo de 2020, a população residente de Nova Hampshire era 1 377 529, um aumento de 4,6% desde o Censo dos Estados Unidos de 2010. O centro populacional de Nova Hampshire está localizado no condado de Merrimack, na cidade de Pembroke. O centro da população mudou-se para o sul 12 mi (19 km) desde 1950, um reflexo do facto de que o crescimento mais rápido do estado tem ocorrido ao longo de sua fronteira sul, que está dentro do alcance de Boston e outras cidades de Massachusetts. As áreas mais densamente povoadas geralmente ficam dentro de 50 mi (80 km) da fronteira de Massachusetts, e estão concentrados em duas áreas: ao longo do Vale do Rio Merrimack que vai de Concord a Nashua, e na região costeira ao longo de um eixo que se estende de Rochester a Portsmouth. Fora dessas duas regiões, apenas uma comunidade, a cidade de Keene, tem uma população de mais de 20 000. Os quatro condados que cobrem essas duas áreas respondem por 72% da população do estado, e um (Hillsborough) tem quase 30% da população do estado, assim como as duas comunidades mais populosas, Manchester e Nashua. A porção norte do estado é muito escassamente povoada: o maior condado em área, Coos, cobre um quarto do norte do estado e tem apenas cerca de 31 000 pessoas, cerca de um terço das quais vive em uma única comunidade (Berlim). As tendências nas últimas décadas têm sido de que a população se desloque para o sul, já que muitas comunidades do norte carecem de base econômica para manter suas populações, enquanto as comunidades do sul foram absorvidas pela metrópole da Grande Boston.

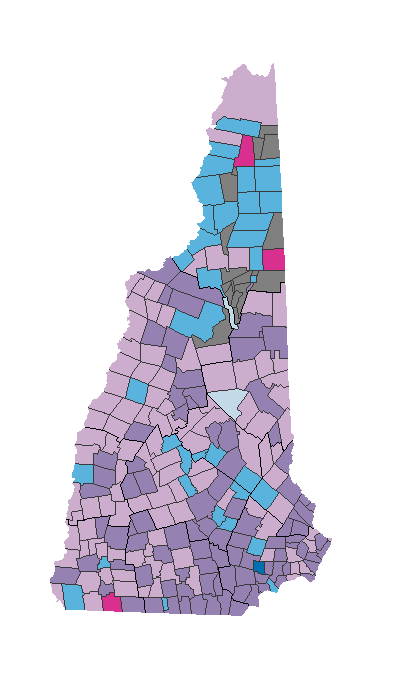
Maiores grupos de ancestrais relatados em Nova Hampshire por cidade em 2013. Roxo escuro indica irlandês, inglês roxo claro, francês rosa, francês canadense turquesa, italiano azul escuro e alemão azul claro. Cinza indica municípios sem dados relatados

De acordo com o censo de 2010, a população de Nova Hampshire era de 1 316 470. A composição de gênero do estado na época era 49,3% masculino e 50,7% feminino. 21,8% da população tinha menos de 18 anos; 64,6% tinham entre 18 e 64 anos; e 13,5% tinham 65 anos ou mais.
| Composição racial                         | 1990  | 2000  | 2010  | 2019  |
| ----------------------------------------- | ----- | ----- | ----- | ----- |
| Branco                                    | 98,0% | 96,0% | 93,9% | 89,8% |
| Negro ou afro-americano                   | 0,6%  | 0,7%  | 1,1%  | 1,8%  |
| Índio americano e nativo do Alasca        | 0,2%  | 0,2%  | 0,2%  | 0,3%  |
| Asiáticos                                 | 0,8%  | 1,3%  | 2,2%  | 3,0%  |
| Havaiano nativo e outro ilhéu do Pacífico | -     | -     | 0,0%  | <0,1% |
| Outra raça                                | 0,3%  | 0,6%  | 0,9%  |       |
| Duas ou mais raças                        | -     | 1,1%  | 1,6%  | 1,8%  |
| Hispânico ou Latino                       |       |       |       | 4,0%  |

Hispânicos ou latinos de qualquer raça eram 2,8% da população em 2010: 0,6% eram mexicanos, 0,9% porto-riquenhos, 0,1% cubanos e 1,2% de outras origens hispânicas ou latinas. Em 2019, a população hispânica ou latina foi estimada em 4,0%.
De acordo com a American Community Survey 2012-2017, os maiores grupos de ancestrais no estado foram irlandeses (20,6%), ingleses (16,5%), franceses (14,0%), italianos (10,4%), alemães (9,1%), franceses canadenses (8,9%) e americano (4,8%).
Nova Hampshire tem a maior percentagem (22,9%) de residentes com ascendência francesa / franco-canadense / acadêmica de qualquer estado dos EUA.
De acordo com as estimativas da American Community Survey do Census Bureau de 2017, 2,1% da população com mais de 5 anos falam espanhol em casa, enquanto 1,8% falam francês. No condado de Coos, 9,6% da população fala francês em casa, contra 16% em 2000.
|                                                                | Manchester | Nashua | Concórdia | Derry  | Dover  |
| População, Censo (2010)                                        | 109 565    | 86 494 | 42 695    | 33 109 | 29 987 |
| Estimativas populacionais (1 de julho de 2019)                 | 112 673    | 89 355 | 43 627    | 33 485 | 32 191 |
| Mudança populacional (1 de abril de 2010 a 1 de julho de 2019) | 2,8%       | 3,3%   | 2,2%      | 1,1%   | 7,4%   |
| Idade e sexo                                                   |            |        |           |        |        |
| Pessoas menores de 5 anos                                      | 6,0%       | 5,3%   | 4,8%      | 4,9%   | 6,4%   |
| Pessoas menores de 18 anos                                     | 19,5%      | 19,5%  | 18,4%     | 21,2%  | 19,1%  |
| Pessoas com 65 anos ou mais                                    | 13,2%      | 15,7%  | 16,4%     | 12,1%  | 16,0%  |
| Pessoas femininas                                              | 49,6%      | 50,7%  | 49,7%     | 50,2%  | 52,5%  |
| Raça e etnia                                                   |            |        |           |        |        |
| Branco                                                         | 84,8%      | 82,6%  | 88,1%     | 94,7%  | 91,4%  |
| Branco não hispânico                                           | 76,9%      | 73,2%  | 86,1%     | 92,5%  | 88,1%  |
| Hispânico ou Latino sozinho                                    | 10,4%      | 12,7%  | 3,0%      | 4,2%   | 3,7%   |
| Negro ou afro-americano                                        | 6,1%       | 4,1%   | 3,5%      | 0,8%   | 1,3%   |
| Índio americano e nativo do Alasca                             | 0,1%       | 0,1%   | 0,6%      | 0,1%   | 0,1%   |
| Asiáticos                                                      | 5,1%       | 8,4%   | 4,7%      | 1,2%   | 4,1%   |
| Havaiano nativo e outro ilhéu do Pacífico                      | -          | -      | -         | -      | -      |
| Duas ou mais raças                                             | 3,0%       | 3,2%   | 2,3%      | 1,7%   | 3,0%   |
| Características da população                                   |            |        |           |        |        |
| Veteranos (2015-2019)                                          | 6 352      | 5 575  | 2 945     | 2 290  | 2 061  |
| Pessoas nascidas no estrangeiro (2015-2019)                    | 14,5%      | 15,7%  | 9,5%      | 4,6%   | 7,2%   |

De acordo com o censo nacional de 2000, a população de Nova Hampshire em 2000 era de 1 235 786 habitantes, um crescimento de 11,4% em relação à população do estado em 1990, de 1 109 252 habitantes. Uma estimativa realizada em 2005 estima a população em 1 309 940 habitantes, um crescimento de 18% em relação à população em 1990, de 6%, em relação à população em 2000, e de 0,8% em relação à população estimada em 2004.
O crescimento populacional natural de Nova Hampshire entre 2000 e 2005 foi de 23 872 habitantes - 108 292 nascimentos menos 111 588 óbitos - o crescimento populacional causado pela imigração foi de 11 107 habitantes, enquanto que a migração interestadual resultou no ganho de 40 861 habitantes. Entre 2000 e 2005, a população de Nova Hampshire cresceu em 74 154 habitantes.
Aproximadamente 4,9% da população do estado (cerca de 64 mil habitantes) nasceram fora do país.

### Etnias
Composição racial da população de Nova Hampshire:
- 95,1% – brancos
- 1,7% – hispânicos
- 1,3% – asiáticos
- 0,7% – afro-americanos
- 0,2% – nativos norte-americanos
- 1,1% – duas ou mais raças

Os cinco maiores grupos étnicos de Nova Hampshire são irlandeses (que compõem 19,4% da população do Estado), ingleses (18%), franceses (14,6%), franco-canadenses (10,6%) e alemães (8,6%).

### Política
Nova Hampshire é socialmente liberal como o resto da Nova Inglaterra e é o estado menos religioso da União em uma pesquisa Gallup de 2016. No entanto, o estado Live Free or Die também existe muito desdenha da tributação e da burocracia estaduais. Em 2021, Nova Hampshire tinha um Governador Republicano (Chris Sununu), um Senado Republicano de Nova Hampshire e uma Câmara dos Representantes Republicana de Nova Hampshire, e é um dos nove estados (o único do Nordeste americano ) que não tem renda estadual geral imposto cobrado sobre os indivíduos.
O Partido Democrata e o Partido Republicano, nessa ordem, são os dois maiores partidos do estado. Uma pluralidade de eleitores é registada como não declarada e pode escolher qualquer uma das cédulas nas primárias e então recuperar seu status de não declarado após votar. O Partido Libertário teve status de partido oficial de 1990 a 1996 e de 2016 a 2018. Há também um movimento de migração conhecido como Projeto do Estado Livre com o objetivo de transformar Nova Hampshire em um reduto libertário relativo, sugerindo que os libertários se mudem para lá para que possam concentrar seu poder. Em 22 de março de 2021, havia 1 084 643 eleitores registados, dos quais 425 655 (39,2%) não declararam afiliação partidária, 337 937 (31,2%) eram democratas e 321 051 (29,6%) eram republicanos.

#### Primária de Nova Hampshire

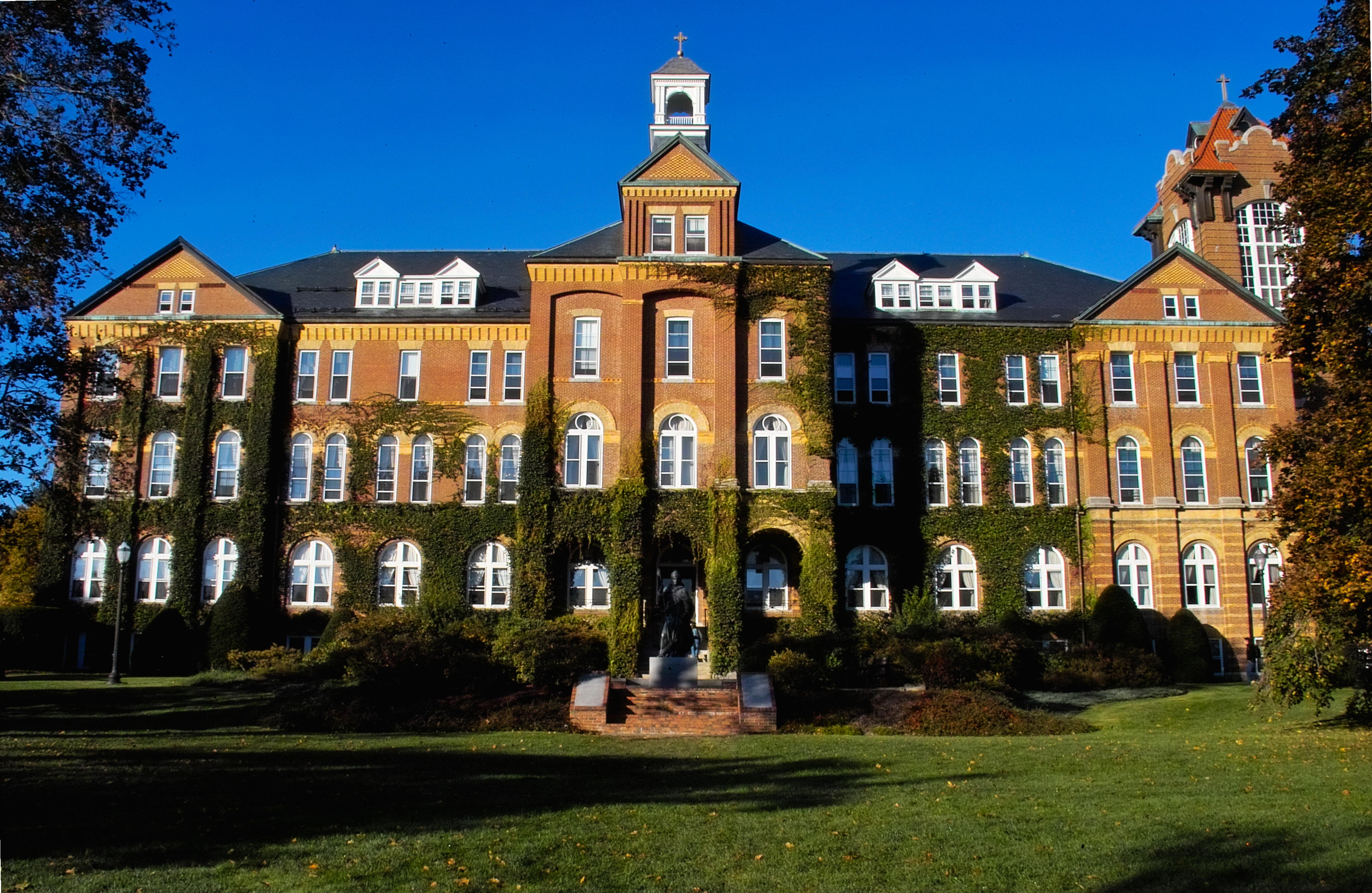
Saint Anselm College realizou vários debates nacionais no campus.

Nova Hampshire é conhecido internacionalmente para a preliminar de Nova Hampshire, a primeira primária no ciclo americano quadrienal eleição presidencial. A lei estadual exige que o Secretário de Estado marque esta eleição pelo menos uma semana antes de qualquer "evento semelhante". No entanto, o caucus de Iowa precedeu as primárias de Nova Hampshire. Esta primária, por ser a primeira disputa do país que segue o mesmo procedimento da eleição geral, chama mais atenção do que as de outros estados e tem sido decisiva na formação da disputa nacional.
A lei estadual permite que uma cidade com menos de 100 residentes abra suas urnas à meia-noite e feche quando todos os cidadãos registados tiverem votado. Como tal, as comunidades de Dixville Notch em Coos County e Hart's Location no Condado de Carroll, entre outras, optaram por implementar essas disposições. Dixville Notch e Hart's Location são tradicionalmente os primeiros lugares em Nova Hampshire e nos Estados Unidos a votar nas primárias e eleições presidenciais.
As nomeações para todos os outros cargos partidários são decididas em eleições primárias separadas. Em ciclos de eleições presidenciais, esta é a segunda eleição primária realizada em Nova Hampshire.
O Saint Anselm College em Goffstown se tornou um ponto popular de campanha para políticos, bem como vários debates presidenciais nacionais, devido à sua proximidade com o Aeroporto Regional de Manchester-Boston.

## Educação

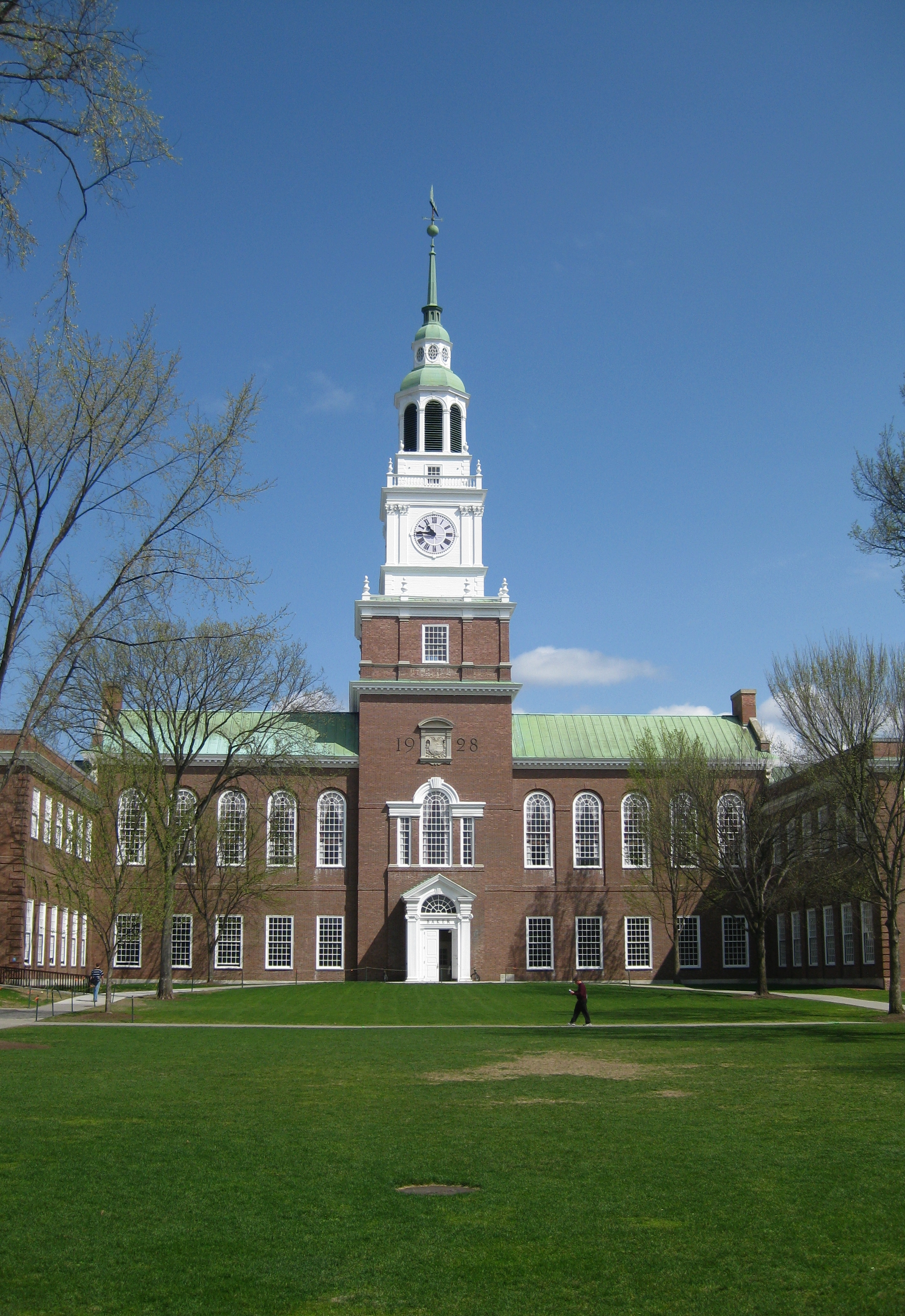
Biblioteca Baker do Dartmouth College

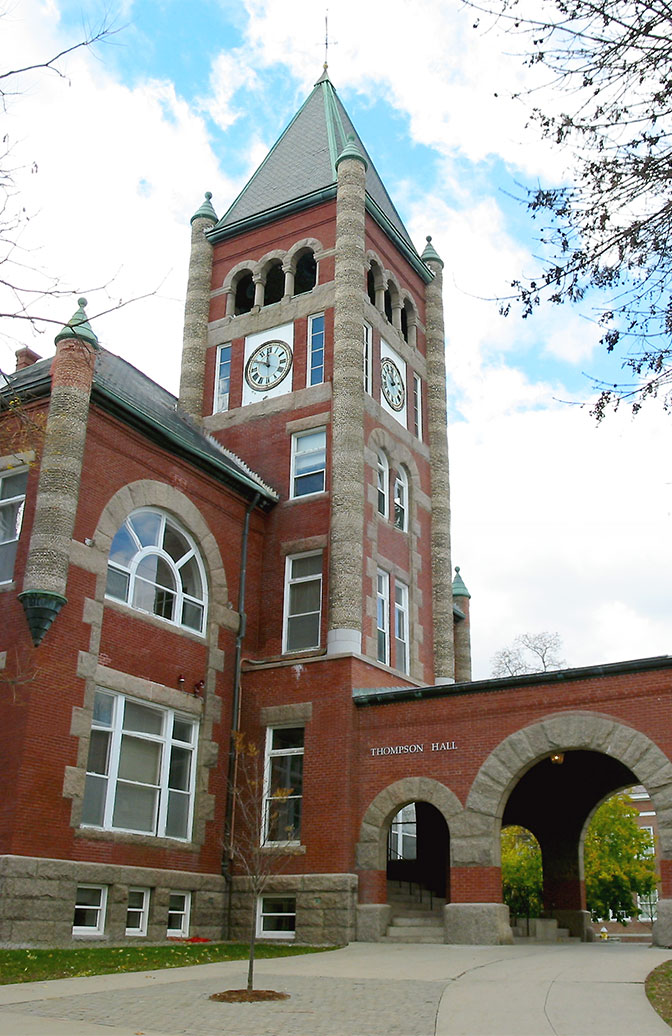
Thompson Hall, em UNH, foi construído em 1892.

### Escolas de ensino médio
As primeiras escolas secundárias públicas do estado foram a Boys 'High School e a Girls' High School de Portsmouth, estabelecidas em 1827 ou 1830, dependendo da fonte.
Nova Hampshire tem mais de 80 escolas públicas de segundo grau, muitas das quais atendem a mais de uma cidade. A maior é a Pinkerton Academy em Derry, que é propriedade de uma organização privada sem fins lucrativos e funciona como escola secundária pública em várias cidades vizinhas. Existem pelo menos 30 escolas de ensino médio particulares no estado.
Nova Hampshire também é o lar de várias escolas preparatórias para a universidade de prestígio, como a Academia Phillips Exeter, a Escola St. Paul's, a Academia Proctor, a Academia Brewster e a Academia Kimball Union.
Em 2008, o estado empatou com Massachusetts como tendo as pontuações mais altas nos testes padronizados SAT e ACT dados a alunos do ensino médio.

### Faculdades e universidades
- Universidade de Antioquia, Nova Inglaterra
- Colby-Sawyer College
- Sistema de faculdade comunitária de Nova Hampshire :
  - Great Bay Community College
  - Lakes Region Community College
  - Manchester Community College
  - Nashua Community College
  - NHTI, Concord's Community College
  - River Valley Community College
  - White Mountains Community College
- Dartmouth College
  - Tuck School of Business
  - Escola de Medicina Geisel
  - Escola de Engenharia Thayer
- Universidade Franklin Pierce
- Universidade Hellenic American
- Magdalen College of the Liberal Arts
- Universidade MCPHS
- Colégio de New England
- Instituto de Arte de Nova Hampshire
- Universidade Rivier
- Saint Anselm College
- Universidade Southern New Hampshire
- Thomas More College of Liberal Arts
- Sistema Universitário de Nova Hampshire :
  - Universidade de Nova Hampshire
    - Faculdade de Direito da Universidade de Nova Hampshire
    - Universidade de Nova Hampshire em Manchester

  - Granite State College
  - Keene State College
  - Universidade Plymouth State

## Esportes
As seguintes equipes esportivas estão sediadas em Nova Hampshire:
| Clube                     | Esporte        | Local                                      | Liga                                | Nível                           | notas                                                                    |
| ------------------------- | -------------- | ------------------------------------------ | ----------------------------------- | ------------------------------- | ------------------------------------------------------------------------ |
| Amoskeag Rugby Club       | União do rugby | Clube Atlético do Nordeste, Pembroke       | New England Rugby Football Union    | Amador                          |                                                                          |
| Nashua Silver Knights     | Beisebol       | Estádio Holman, Nashua                     | Futures Collegiate Baseball League  | Beisebol universitário de verão |                                                                          |
| New Hampshire Fisher Cats | Beisebol       | Northeast Delta Dental Stadium, Manchester | Liga Oriental                       | Profissional                    | Afiliado Double-A do Toronto Blue Jays                                   |
| New Hampshire Wild        | Beisebol       | Memorial Stadium, Concord                  | Empire Professional Baseball League | Profissional                    | Liga secundária independente                                             |
| Seacoast United Phantoms  | Futebol        | Amesbury Sports Park                       | USL League Two                      | Semi-profissional               | Com sede em Portsmouth, joga em casa na vizinha Amesbury, Massachusetts. |

O New Hampshire Motor Speedway em Loudon é uma pista oval que foi visitada por campeonatos nacionais de automobilismo, como o NASCAR Cup Series, o NASCAR Xfinity Series, o NASCAR Camping World Truck Series, o NASCAR Whelen Modified Tour, o American Canadian Tour (ACT), o Champ Car e o IndyCar Series. Outros locais de corrida incluem Star Speedway e New England Dragway em Epping, Lee Speedway em Lee, Twin State Speedway em Claremont, Monadnock Speedway em Winchester e Canaan Fair Speedway em Canaan.
Nova Hampshire tem duas universidades competindo na Divisão NCAA I em todos os esportes universitários: Dartmouth Big Green (Ivy League) e New Hampshire Wildcats (America East Conference), bem como três equips da NCAA Division II : Franklin Pierce Ravens, Saint Anselm Hawks e Southern New Hampshire Penmen (Conferência Nordeste-10). A maioria das outras escolas compete na Divisão III da NCAA ou na NAIA.
Anualmente, desde 2002, as estrelas do colégio em todo o estado competem contra Vermont em dez esportes durante os playoffs de "Twin State".

## Cultura

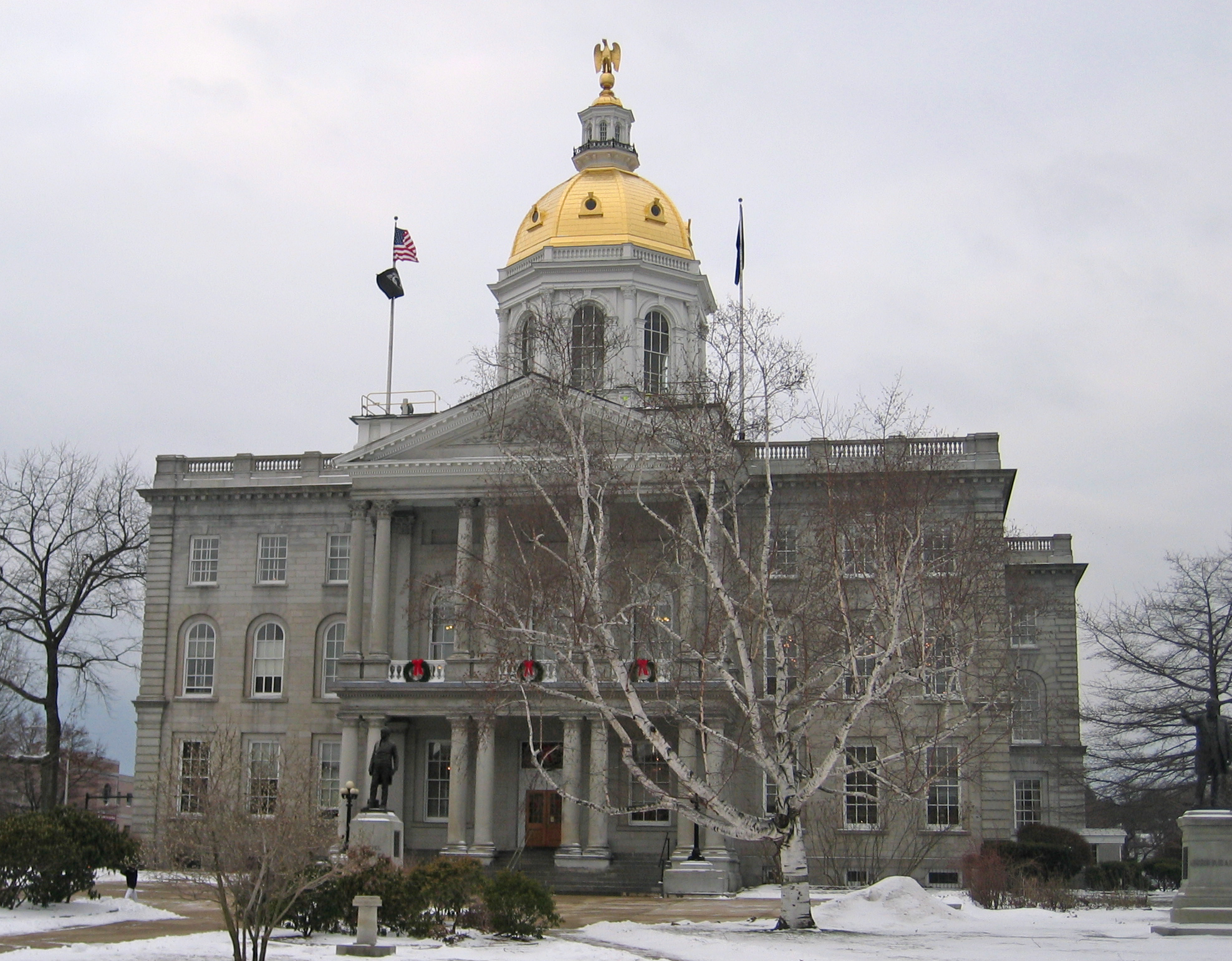
Capitólio Estadual de Nova Hampshire em Concord

Na primavera, as muitas casas de xarope de ácer de Nova Hampshire abrigam casas abertas açucaradas. No verão e no início do outono, Nova Hampshire abriga muitas feiras de condados, sendo a maior a Feira Estadual de Hopkinton, em Contoocook. A região dos lagos de Nova Hampshire é o lar de muitos acampamentos de verão, especialmente ao redor do lago Winnipesaukee, e é um destino turístico popular. Os Peterborough Players apresentam-se todos os verões em Peterborough desde 1933. O Barnstormers Theatre em Tamworth, fundado em 1931, é um dos mais antigos teatros profissionais de verão nos Estados Unidos.
Em setembro, Nova Hampshire recebe os New Hampshire Highland Games. Nova Hampshire também registou um tartan oficial com as autoridades competentes na Escócia, usado para fazer kilts usados pelo Departamento de Polícia de Lincoln enquanto seus oficiais servem durante os jogos. O pico da folhagem de outono ocorre em meados de outubro. No inverno, as áreas de esqui e trilhas de snowmobile de Nova Hampshire atraem visitantes de uma vasta área. Depois que os lagos congelam, eles se tornam pontilhados de casas de pesca no gelo, conhecidas localmente como bobhouses.
Funspot, o maior fliperama do mundo (agora chamado de museu), fica em Laconia.

### Maconha
Após um plebiscito em julho de 2017, o governador oficializou um projeto que está indo para votação no Senado para que seja aceita a Maconha Medicinal. Na votação popular a proposta foi aceita com 69,7% dos votos.

### Símbolos do estado
- Anfíbio: Notophthalmus viridescens
- Árvore: Betula papyrifera
- Borboleta: Lycaeides melissa
- Cognomes:
  - Granite State
  - Mother of Rivers (não oficial)
  - Switzerland of America (não oficial)
  - White Mountain State (não oficial)
- Esporte: Esqui
- Flor: Syringa vulgaris
- Inseto: Joaninha
- Gema: Quartzo
- Lema: Live Free or Die (Viver Livre ou Morrer)
- Mamífero: Odocoileus virginianus
- Mineral: Berilo
- Pássaro: Carpodacus purpureus
- Peixe: Salvelinus fontinalis (água doce); Morone saxatilis (água salgada)
- Rocha: Granito
- Slogan: Live free or die

### Live free or die
Live Free or Die (ou Viva livre ou morra, traduzindo para o português) é o lema oficial do estado, adotado pela Corte Geral em 1945. É, provavelmente, dos lemas dos estados dos Estados Unidos, o mais conhecido deles. O lema também está presente no emblema do estado.

### Em ficção

#### Teatro
- A cidade fictícia de Grover's Corners, em Nova Hampshire, é o cenário da peça Our Town, de Thornton Wilder. Grover's Corners é baseado, em parte, na cidade real de Peterborough. Vários marcos locais e cidades próximas são mencionados no texto da peça, e o próprio Wilder passou algum tempo em Peterborough na Colônia MacDowell, escrevendo pelo menos parte da peça enquanto residia lá.[64]

#### Histórias em quadrinhos
- Al Capp, criador da história em quadrinhos Li'l Abner, costumava brincar que Dogpatch, o cenário da história, era baseado em Seabrook, onde ele passaria as férias com sua esposa.[65]

#### Televisão
- No drama AMC Breaking Bad ("Granite State"[66]), a série Walter White escapa para uma cabana em um condado fictício no norte de New Hampshire.

### Religião
| Religião em Nova Hampshire | Religião em Nova Hampshire | Religião em Nova Hampshire | Religião em Nova Hampshire | Religião em Nova Hampshire |
| -------------------------- | -------------------------- | -------------------------- | -------------------------- | -------------------------- |
| Afiliação                  |                            |                            | Percentagem                |                            |
| Sem afiliação              | Sem afiliação              |                            | 36%                        | 36%                        |
| Protestante                | Protestante                |                            | 30%                        | 30%                        |
| Católico                   | Católico                   |                            | 26%                        | 26%                        |
| Outras afiliações cristãs  | Outras afiliações cristãs  |                            | 2%                         | 2%                         |
| Judeus                     | Judeus                     |                            | 2%                         | 2%                         |
| Mórmon                     | Mórmon                     |                            | 1%                         | 1%                         |

Uma pesquisa da Pew mostrou que as afiliações religiosas do Povo de Nova Hampshire eram as seguintes: 36% não religiosos, 30% protestantes, 26% católicos, 2% Testemunhas de Jeová, 1% Mórmon e 1% judeus.
Uma pesquisa sugere que as pessoas em Nova Hampshire e Vermont são menos prováveis do que outros estadounidenses para atender serviços semanais e apenas 54% dizem que eles são "absolutamente certo que existe um Deus" em comparação com 71% no resto da nação. Nova Hampshire e Vermont estão também nos níveis mais baixos entre os estados em compromisso religioso. Em 2012, 23% dos residentes de Nova Hampshire em uma pesquisa Gallup se consideravam "muito religiosos", enquanto 52% se consideravam "não-religiosos". De acordo com a Associação da Religião Arquivos de Dados (ARDA), o maior denominações são a Igreja Católica, com 311 028 membros; A Igreja Unida de Cristo com 26 321 membros; e a Igreja Metodista Unida com 18 029 membros.
Em 2016, uma pesquisa Gallup descobriu que Nova Hampshire era o estado menos religioso dos Estados Unidos. Apenas 20% dos entrevistados em Nova Hampshire se classificaram como "muito religiosos", enquanto a média nacional foi de 40%.

### Principais cidades
10 maiores cidades
- Manchester
- Nashua
- Concord
- Derry
- Rochester
- Salem
- Dover
- Merrimack
- Londonderry
- Hudson

Outras cidades importantes
| - Bedford - Berlin - Claremont - Durham - Franklin - Hampton - Hanover - Keene - Loudon | - Lebanon - Littleton - Milford - New London - Peterborough - Portsmouth - Randolph - Tilton |

## Transportes e telecomunicações
O sistema de transportes em Nova Hampshire durante o período colonial era precário, composto apenas por trilhas conectando o pouco populoso norte da colônia com o mais povoado sul. Após a independência dos Estados Unidos, diversas empresas construíram estradas de maior qualidade, conectando diversas cidades e assentamentos entre si. A maior parte destas estradas, porém, foram cedidas rapidamente ao governo estadual, por causa do baixo uso e do alto custo de manutenção.
A primeira ferrovia de Nova Hampshire foi inaugurada em 1838. O estado chegou a possuir mais de 1,9 mil quilômetros de ferrovias durante a década de 1890. Porém, a partir do início do século XX, com o aparecimento do automóvel e a melhoria e expansão do sistema de rodovias e estradas em Nova Hampshire, trens caíram em desuso. Em 2002,  Nova Hampshire possuía 705 quilômetros de ferrovias. Em 2003, possuía 15 630 quilômetros de vias públicas, dos quais 378 quilômetros eram rodovias interestaduais, parte do sistema rodoviário federal dos Estados Unidos.
- Interstate 89 corre para noroeste para perto de Concord para Lebanon na fronteira com Vermont.
- Interstate 93 é a principal autoestrada interestadual de Nova Hampshire que corre para norte desde Salem (na fronteira de Massachusetts) até Littleton (na fronteira com Vermont). A I-93 liga a parte mais populosa do sul do estado à Região dos Lagos e a Montanha Branca mais para o norte.
- Interstate 95 corre numa pequena parte desde norte-sul no litoral para servir a cidade de Portsmouth, antes de entrar no Maine

O primeiro jornal publicado em Nova Hampshire foi o New Hampshire Gazette, publicado pela primeira vez em Portsmouth, em 1756. Atualmente são publicados no estado 60 jornais, dos quais dez são diários.
A primeira estação de rádio de Nova Hampshire foi fundada em 1922, em Laconia, e a primeira estação de televisão foi fundada em 1954, em Manchester. Atualmente,  Nova Hampshire possui 68 estações de rádio - dos quais 25 são AM e 43 são FM - e seis estações de televisão.